# احمد خاني (خبر بافت)
احمد خاني (بالفارسية: احمدخانی) هي قرية تقع في إيران في Khabar Rural District. يقدر عدد سكانها بـ 83 نسمة .